# ویژانکا

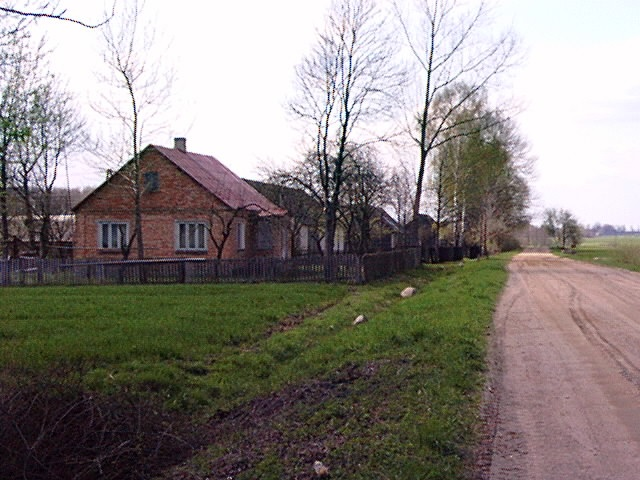
نمایی زیبا از روستای ویژانکا

ویژانکا (به لاتین: Wieżanka) یک روستا در لهستان است که در گمینا چژه واقع شده‌است.